# Уэрфано (округ)
У́эрфано (англ. Huerfano County) — округ в штате Колорадо, США. Официально образован в 1861 году. По состоянию на 2010 год, численность населения составляла 6 711 человек.

## География
По данным Бюро переписи США, общая площадь округа равняется 4 125,874 км2, из которых 4 120,694 км2 суша и 5,698 км2 или 0,100 % это водоёмы.

## Население
По данным переписи населения 2000 года в округе проживает 7 862 жителя в составе 3 082 домашних хозяйства и 1 920 семей. Плотность населения составляет 2,00 человека на км2. На территории округа насчитывается 4 599 жилых строений, при плотности застройки около 1,00-го строения на км2. Расовый состав населения: белые — 80,96 %, афроамериканцы — 2,75 %, коренные американцы (индейцы) — 2,70 %, азиаты — 0,39 %, гавайцы — 0,08 %, представители других рас — 9,41 %, представители двух или более рас — 3,71 %. Испаноязычные составляли 35,14 % населения независимо от расы.
В составе 25,00 % из общего числа домашних хозяйств проживают дети в возрасте до 18 лет, 48,40 % домашних хозяйств представляют собой супружеские пары проживающие вместе, 10,40 % домашних хозяйств представляют собой одиноких женщин без супруга, 37,70 % домашних хозяйств не имеют отношения к семьям, 32,80 % домашних хозяйств состоят из одного человека, 14,10 % домашних хозяйств состоят из престарелых (65 лет и старше), проживающих в одиночестве. Средний размер домашнего хозяйства составляет 2,25 человека, и средний размер семьи 2,85 человека.
Возрастной состав округа: 20,90 % моложе 18 лет, 7,30 % от 18 до 24, 27,40 % от 25 до 44, 27,40 % от 45 до 64 и 27,40 % от 65 и старше. Средний возраст жителя округа 42 лет. На каждые 100 женщин приходится 118,80 мужчин. На каждые 100 женщин старше 18 лет приходится 122,80 мужчин.
Средний доход на домохозяйство в округе составлял 25 775 USD, на семью — 32 664 USD. Среднестатистический заработок мужчины был 24 209 USD против 21 048 USD для женщины. Доход на душу населения составлял 15 242 USD. Около 14,10 % семей и 18,00 % общего населения находились ниже черты бедности, в том числе — 23,70 % молодёжи (тех, кому ещё не исполнилось 18 лет) и 11,90 % тех, кому было уже больше 65 лет.